# ماروكينري
ماروكينري (بالفرنسية: Maroquinerie)‏ هي مصطلح مشتق من كلمة جلد مغربي، لأن هذا النوع من الجلد يأتي من المغرب، ومن هنا دخلت الكلمة إلى اللغة الفرنسية، وهي جلود الماعز التي تم اختراع دباغة خاصة لها في المغرب.
والماروكينري أيضاً هي صنع الحقائب والمحافظ والأحزمة والمجوهرات وغيرها.
تأتي الماروكينري من جلود متعددة، مثلاً نميز جلود كلاسيكية: لصندوق وهو من جلد العجل، وأيضاً جلد البقر والكوردوفان أو الجلد قرطبي (أو جلد ابن الماعز، الآن جلد الحصان) والجلود الغريبة: الثدييات (الفيل ، الجاموس ، إلخ. .) ، الزواحف (التمساح ، الثعبان ، إلخ) والأسماك (اللادغة ، القرش، إلخ).

## التاريخ

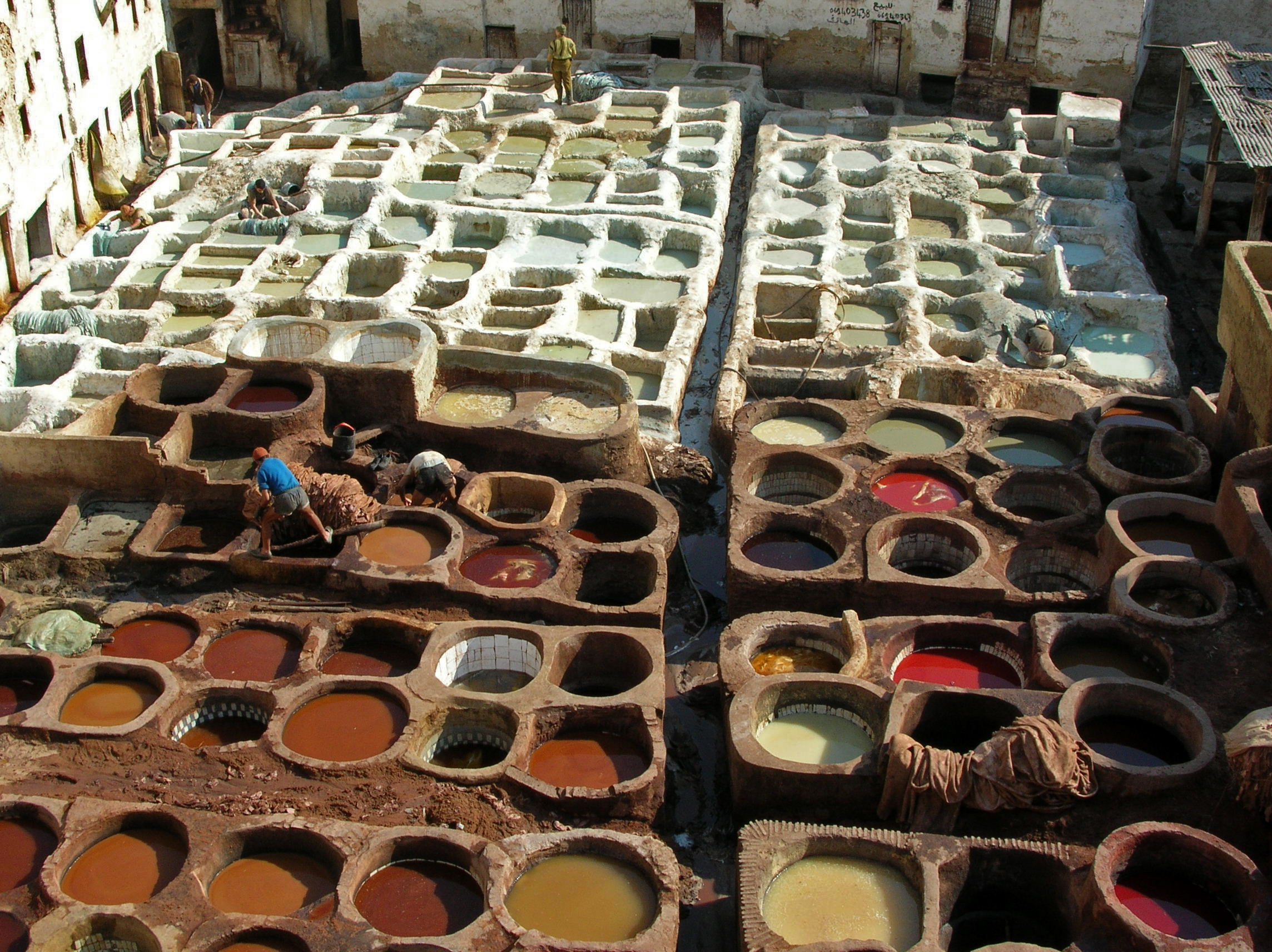
دباغة الجلود في فاس.

يبدو من المهم التأكيد على أن السلع الجلدية تطورت منذ وقت طويل بنفس سرعة الجلود. في الواقع ، كانت السلع الجلدية ، قبل ازدهارها الحقيقي في نهاية القرن التاسع عشر ، لفترة طويلة مكملة فقط للصناعة، وتقدم فقط الملحقات التكميلية الصغيرة.
مصطلح «الماروكينري» أصله المباشر من المغرب ، البلد الذي كان فيه عمل الجلود متقناً للغاية ، وخاصة في فاس الموحدي. تم نقل تقنية الجلود من قبل المغاربة إلى أوروبا عبر الأندلس (جلد الكوردوفان أو الجلد قرطبي الذي يأتي منه صنع الأحذية) .
لقد شهدنا إنشاء صناعات جديدة في مدن جنوب أوروبا والمغرب لأن ثورة حقيقية بدأت بفضل العملاء البرجوازيين الجدد. في الثمانينيات من القرن التاسع عشر ، تطور عمل الجلود الكبيرة والصغيرة. كان عمال الجلود مهمين في المدينة.
بأسلوب ثوري جاءت الحقيبة النسائية من الخارج وظهر مصطلح حقيبة اليد في القرن العشرين. في بداية القرن العشرين ، جعل حرفيو الفن الجديد الجلود وسيلة متميزة للإبداعات بجميع أنواعها: محافظ ، حقائب ، أربطة مزينة بزخارف نباتية وحيوانية.
في عشرينيات القرن العشرين ، تم استخدام الجلود على نطاق واسع للأثاث. لكن الحرفية تراجعت تدريجيًا بعد الأزمة المالية ، والمكننة المكثفة واختراع الجلود الاصطناعية في عام 1942 من قبل دوبونت دي نيمور (من شركة دوبونت الأمريكية شركة دوبونت الأمريكية).